# Astro Warrior
Jogo de nave criado pela Sega em 1986 para o Master System. O Astro Warrior pode ser jogado por duas pessoas, só que uma de cada vez (quando um perde é a vez do outro).
No jogo você guia uma nave pelo espaço com o objetivo de destruir as naves inimigas sendo que, no final da fase, enfrentará uma nave maior e mais poderosa. Durante o jogo pode-se melhorar a nave com itens que irão aparecendo e que proporcionam maior velocidade, tiros mais fortes e até naves de apoio.